# Liste des maires de Sundhouse

## Liste des maires
| Période                                  | Période   | Identité                | Étiquette | Qualité |
| ---------------------------------------- | --------- | ----------------------- | --------- | ------- |
| mars 2008                                | En cours  | Jean Louis Siegrist     | SE        |         |
| 1995                                     | mars 2008 | Michel Ritzenthaler     |           |         |
| 1983                                     | 1995      | Albert Graff            |           |         |
| 1945                                     | 1983      | Edgar Léonhart          |           |         |
| 1945                                     | 1945      | Jacques Beyer           |           |         |
| 1942                                     | 1945      | Fritz Roeissle          |           |         |
| 1940                                     | 1942      | Paul Truschel           |           |         |
| 1915                                     | 1940      | Jacques Beyer           |           |         |
| 1890                                     | 1915      | Jacques Rohner          |           |         |
| 1873                                     | 1890      | Andreas Gutzler         |           |         |
| 1840                                     | 1873      | Jean-Jacques Gruber     |           |         |
| 1831                                     | 1840      | André Lehmann           |           |         |
| 1830                                     | 1831      | Jean-Philippe Gruber    |           |         |
| 1823                                     | 1830      | Jacques Baldensperger   |           |         |
| 1817                                     | 1823      | Mathieu Diehlmann       |           |         |
| 1815                                     | 1817      | François-Joseph Gilliot |           |         |
| 1815                                     | 1815      | Jean-Georges Hartweg    |           |         |
| 1811                                     | 1815      | François-Joseph Gilliot |           |         |
| 1801                                     | 1811      | Georges Hartweg         |           |         |
| 1797                                     | 1801      | Philippe Gruber         |           |         |
| 1795                                     | 1797      | Louis Donauer           |           |         |
| 1794                                     | 1795      | Georges Hartweg         |           |         |
| 1792                                     | 1794      | Johannes Schmidt        |           |         |
| 1790                                     | 1792      | Jean Philippe Rapp      |           |         |
| Les données manquantes sont à compléter. |           |                         |           |         |

## Pour approfondir